# Víctor Alexandre
Víctor Alexandre Benet (Barcelona, 1950) es un escritor y periodista español.

## Biografía
Víctor Alexandre nació en Barcelona el 10 de abril de 1950. Comenzó su carrera profesional en 1972, en Radio Popular de Ibiza, y en 1975 pasó a Radio Juventud de Barcelona. Ha sido director y presentador de programas de Radio 4, presentador de TVE en Cataluña y corresponsal en Alemania para el diario Avui, el semanario El Temps y la cadena SER.
También colabora habitualmente en el Diari de Sant Cugat, en la revista Lletres y en los portales El Món, Racó Català y Cugat.cat. Ha sido galardonado con el Premio Nacional Lluís Companys en 2005, el Premio de Ensayo Francesc Ferrer i Gironès en 2006, el Premio Mercè Rodoreda de narraciones en 2008, el Premio Joan Coromines en 2014 en reconocimiento a su dilatada trayectoria como periodista, ensayista, novelista y dramaturgo con más de cuarenta años de compromiso político, y el Premio de Teatro Ciutat d'Alcoi en 2022.
Ha publicado Jo no sóc espanyol (1999), traducido al castellano como Yo no soy español, así como Despullant Espanya (2001), Despullats (2003) con Joel Joan, y el mismo año, Senyor President, definido por La Semaine du Roussillon como "el mejor ensayo escrito sobre la realidad catalana y sobre el respeto universal a todas las diferencias". En 2004 publicó el libro El cas Carod, que también fue traducido al castellano como El caso Carod. Debutó en el ámbito de la ficción literaria en 2005 con el libro de narraciones El somriure de Burt Lancaster. También ha publicado La paraula contra el mur (2006), traducido al euskera como Hitza hormaren kontra y galardonado con el Premio de Ensayo Francesc Ferrer i Gironès, TV3 a traïció. Televisió de Catalunya o d'Espanya? (2006) y Nosaltres, els catalans (2008), donde Alexandre conversa con veinte catalanes nacidos fuera de Cataluña, como Patrícia Gabancho, Najat El Hachmi, Sam Abrams, Matthew Tree, Asha Miró o Txiki Begiristain. En 2009 publicó Set dones i un home sol, premio Mercè Rodoreda de cuentos y narraciones; en 2010 Una història immoral; en 2011 Cor de brau; en 2013 Onze.Nou.Catorze-1714, en 2014 La independència explicada al meu fill, y en 2017 la novela Els amants de la rambla del Celler.
En el ámbito teatral, en 2007 estrenó la obra Èric i l'Exèrcit del Fènix, que supuso su primera incursión como dramaturgo, en 2009 Trifulkes de la KatalanaTribu, en 2013 Onze.Nou.Catorze-1714, las tres dirigidas por Pere Planella. En 2013 estrenó Taula rodona, o la joia de ser catalans (con Pere Calders), dirigida por Trini Escrihuela; en 2016 estrenó Abans que pugi el teló, dirigida por Salvador Fité; en 2017 estrenó L'arrogància humana, dirigida por Trini Escrihuela; y en 2018 estrenó La vida en un tren, dirigida por Teresa Canas.
Es un blogger muy influyente en Cataluña. En el campo de la ficción, su literatura se enmarca en la psicología conversacional, y las constantes de sus obras giran en torno a los sectores más débiles de la sociedad: la mujer, los niños, la gente mayor, la homosexualidad, la inmigración, los derechos de los pueblos o los derechos de los animales. También es antirracista.

## Obra
- Jo no sóc espanyol (1999) Ensayo. Edicions Proa, colección Debat. ISBN 84-8256-821-3.
- Despullant Espanya (2001) Ensayo. Edicions Proa, colección Debat. ISBN 84-8437-175-1.
- Despullats (2003), escrito en colaboración con Joel Joan. Ensayo. Edicions Proa, colección Debat. ISBN 84-8437-494-7.
- L'autoestima dels catalans, escrito por diversos autores.(2003) Ensayo, Editorial Pòrtic, colección Visions. ISBN 84-7306-885-8.
- Senyor President (2003) Ensayo. Edicions Proa, colección Debat. ISBN 84-8437-641-9
- El cas Carod. 50 dies de linxament polític d'una nació (2004) Assaig. Edicions Proa, colección Debat. ISBN 84-8437-692-3.
- El somriure de Burt Lancaster (2005) Narrativa. Edicions Proa. ISBN 84-8437-190-5.
- La paraula contra el mur (2006) Ensayo. La Busca Edicions. ISBN 84-96125-65-3
- TV3 a traïció. Televisió de Catalunya o d'Espanya? (2006) Ensayo. Edicions Proa, colección Debat. ISBN 84-8437-909-4.
- Èric i l'Exèrcit del Fènix. L'obra de teatre (2007) Teatro. Edicions Proa, colección Óssa Major Teatre. ISBN 978-84-8437-966-9.
- Nosaltres, els catalans (2008) Ensayo. Editorial Pòrtic, colección Visions. ISBN 978-84-9809-042-0.
- Set dones i un home sol (2009) Novela. Edicions Proa, colección A Tot Vent. ISBN 978-84-8437-559-3.
- Trifulkes de la KatalanaTribu (2009) Teatro. Editorial Salvatella, colección Fem Teatre. ISBN 978-84-8412-511-2
- Una història immoral (2010) Novela. Edicions Proa, colección A Tot Vent. ISBN 978-84-7588-023-5.
- Cor de brau (2011) Novela. Columna Edicions, colección L'Arquer. ISBN 978-84-6641-376-3.
- Onze.Nou.Catorze-1714 (2013) (con Roger Cònsul y Pere Planella) Teatro. Editorial Salvatella, colección Fem Teatre. ISBN 978-84-8412-784-0
- La independència explicada al meu fill (2014) Ensayo. Editorial Meteora, colección Cronos. ISBN 978-84-92874-98-9
- La joia de ser catalans (2015) Teatro. (Obra hermana de Taula rodona, de Pere Calders; las dos obras se fusionan en una). Voliana Edicions, colección Voliac. ISBN 978-84-943631-5-3
- Abans que pugi el teló (2016) Teatro. Voliana Edicions, colección Voliac. ISBN 978-84-944258-5-1
- Els amants de la rambla del Celler (2017) Novel·la. Editorial Meteora, colección Papers de Fortuna. ISBN 978-84-946982-2-4
- La vida en un tren (2018) Teatro. Edicions Xandri.
- Marit i Muller (2020) Teatro.
- Jo no volia ser Rita Hayworth (2022) Teatro. Premio de Teatro Ciutat d'Alcoi. Obra finalista de los Premios de la Crítica Literaria Valenciana 2024. ISBN 978-84-1358-592-5

## Obra traducida a otras lenguas
En español
- Yo no soy español (2003) Ensayo, Dèria Editores. ISBN 84-95400-18-9
- El caso Carod. Los detalles de la entrevista con ETA y sus consecuencias (2004) Ensayo, Viena Editores. ISBN 84-8330-293-4

En euskera
- Hitza hormaren kontra. Independentzia ez da pribilegioa (2007) Ensayo, Pamiela. ISBN 978-84-7681-526-7

## Teatro
- Èric i l'Exèrcit del Fènix (2007) dirigida por Pere Planella. Estrenada el 18 de abril de 2007 en el Teatro Borrás de Barcelona.

- Trifulkes de la KatalanaTribu (2009) dirigida por Pere Planella. Estrenada el 23 de febrero de 2012 en el Teatro Nacional de Cataluña.

- Onze. Nou. Catorze. - 1714 (2013) dirigida por Pere Planella. Estrenada el 19 de octubre de 2013 en el Born Centre Cultural de Barcelona, i el 17 de julio de 2014 en el Festival Grec de Barcelona.

- Taula rodona o la joia de ser catalans (2013) de Pere Calders i Víctor Alexandre dirigida por Trini Escrihuela. Estrenada el 17 de noviembre de 2013 en San Cugat del Vallés.

- L'home de l'any (El cas Pujol) (2015)

- La gàbia (2015) Estrenada el 26 de junio y el 31 de julio de 2023 en formato de radioteatro en Cugat Mèdia con dirección de Teresa Canas.
- Abans que pugi el teló (2016) dirigida por Salvador Fité. Estrenada el 21 de enero de 2016 en el Teatro-Auditorio de San Cugat del Vallés.

- L'arrogància humana (2017) (adaptación de su novela animalista Cor de brau), dirigida por Trini Escrihuela. Estrenada el 19 de noviembre de 2017 en la Nave de Cultura de Valldoreix (San Cugat del Vallés).

- La vida en un tren (2018) dirigida por Teresa Canas. Estrenada el 25 de marzo de 2018 en el Teatro-Auditorio de San Cugat del Vallés.

- Marit i Muller (2020) dirigida por Dolors Vilarasau. Estrenada el 9 de julio de 2020 en el Claustro del Monasterio de San Cugat del Vallés. Obra de 30 minutos.

- Jo no volia ser Rita Hayworth (2022) dirigida por Guido Torlonia. Lectura dramatizada el 8 de julio de 2024 en el Teatre Akadèmia, en el marco del Festival Grec Barcelona, protagonizada por Carme Elias.
- M'espien! (2023), dirigida por Marc Ciurana. Estrenada el 3 de junio de 2023 en la Sala Centre Recreatiu de Cassà de la Selva.

## Cine
- En Victòria, la gran aventura d'un poble (1983) de Antoni Ribas, interpreta como actor el personaje de 'novecentista frío'.

## Radioteatro
- Al otro lado de la carretera (Finalista del premio Estrenos de Radio Nacional de España. Emisión: 9 de abril de 1979).
- Pasos en el espacio (Finalista del premio Estrenos de Radio Nacional de España. Emisión: 28 d'abril de 1980).
- Urbana follia (Premio Ventura Porta i Rosés. Emisiones: 21 de noviembre de 1984, en Ràdio Avui, y 13 de junio de 1992, en Ràdio 4).
- Una lluna de mel inoblidable (Premio Eduard Rifà. Emisión: 23 de febrero de 1992, en Ràdio Associació de Catalunya).
- Una visita amb gust de trufa (Premio Eduard Rifà. Emisión: 10 de abril de 1994, en Ràdio Associació de Catalunya).
- El somriure de l'atzar (Premio Eduard Rifà 1997. Sin emisión).
- L'amor abans de sopar (Emisión: 6 de febrero de 2001, en Catalunya Cultura).
- La gàbia (Emisión: 26 de junio y 31 de julio de 2023 por Cugat Mèdia).